# Panasonic Lumix DC-GH3
La Panasonic Lumix DMC-GH3 è una fotocamera digitale mirrorless con obiettivo intercambiabile (MILC) prodotta da Panasonic nella serie Lumix. È stata la fotocamera venuta dopo la Panasonic Lumix DMC-GH2 ed è stata annunciata nel settembre 2012 al Photokina. Entrò in commercio dal novembre 2012.
Fu la prima MILC in grado di registrare video con un bit rate fino a 72 megabit al secondo. Questo valore è significativamente superiore alle specifiche di AVCHD 2.0, commercializzata nel luglio 2011 ed utilizzato per fotocamere e videocamere simili, che registrava fino a 28 megabit al secondo.
Il MILC fu sostituito nalla Panasonic Lumix DMC-GH4 che aveva la capacità di registrare video con risoluzione 4K.

## Specifiche tecniche
Il corpo macchina è realizzato in lega di magnesio e dispone di un touch screen orientabile, un mirino elettronico con correzione diottrica, un flash interno e una slitta a contatto attiva. A causa della breve distanza focale della flangia di circa 20 millimetri del sistema Micro Quattro Terzi, possono essere montati sul corpo quasi tutti gli obiettivi con un diametro appropriato utilizzando un adattatore per obiettivi. La normale lunghezza focale è di circa 25 millimetri.
La GH3 funziona in modalità live view in tutte le modalità foto e filmato, nonché con il monitor o il mirino elettronico. Può essere azionata in modalità di messa a fuoco manuale con ingrandimento software o con un versatile sistema di messa a fuoco automatica con rilevamento del contrasto, incluso il rilevamento del volto e il rilevamento degli oggetti. Questo vale sia per le riprese fisse che per le riprese di filmati. La fotocamera può scattare immagini senza alcun rumore acustico, grazie all'otturatore elettronico opzionale.
Il corpo della fotocamera ha una batteria agli ioni di litio e può essere collegata un'impugnatura alla batteria aggiuntiva, che ha un pulsante di rilascio per la ripresa di ritratti, insieme ad altri elementi di controllo.
Il GH3 ha un microfono stereo interno e una presa per microfoni esterni.

## Wi-Fi
Con una connessione Wi-Fi la fotocamera può comunicare con smartphone, tablet o computer portatili e fissi. Questi dispositivi consentono il controllo remoto e la visualizzazione dal vivo. Inoltre, possono ottenere le coordinate geografiche del luogo di registrazione e aggiungerle ai metadati delle registrazioni. La app della Lumix link aveva dei limiti durante la registrazione in video, ovvero potevi avviare la registrazione video ma non interromperla tramite smartphone o tablet.
Le immagini possono essere trasferite su televisori compatibili.

## L'utilizzo per la produzione video
La capacità di registrare video in risoluzione Full HD con un massimo di 60 fotogrammi al secondo completi con una velocità in bit fino a 72 megabit al secondo e la capacità di utilizzare microfoni esterni conferivano al GH3 il potenziale per la produzione di film semi-professionali.
Era anche possibile realizzare fotografie time lapse e video al rallentatore e contrassegnati dal timecode SMPTE.

## Proprietà
Rispetto al predecessore GH2, il GH3 presenta le seguenti differenze principali:
- Modalità video con velocità in bit fino a 72 Megabit al secondo
- Monitor OLED
- Mirino OLED
- Corpo in lega di magnesio impermeabile e resistente alla polvere con elementi di controllo aggiuntivi
- Venus Engine 7[8]
- Sensore di immagini con un filtro a passa basso ottico diverso (con quasi lo stesso numero di pixel)
- Scambio dati wireless tramite Wi-Fi
- Registrazione continua di sei immagini al secondo (formato grezzo), a risoluzione ridotta (4 Megapixel) in JPEG fino a 20 immagini al secondo
- Velocità ISO minima ISO 200, invece di ISO 160
- Funzione HDR[9].